# John Dickson
John Dickson (Searcy, Arkansas, 18 de noviembre de 1945) es un exjugador de baloncesto estadounidense que disputó una temporada en la ABA. Con 2,08 metros de estatura, jugaba en la posición de pívot.

## Trayectoria deportiva

### Universidad
Jugó tres temporadas con los Indians de la Universidad Estatal de Arkansas, en las que promedió 19,7 puntos y 11,9 rebotes por partido. Posee el récord de su universidad de más puntos en un partido fuera de la División I de la NCAA, con 47 puntos logrados en dos ocasiones.

### Profesional
Fue elegido en la vigesimosegunda posición del Draft de la NBA de 1967 por Chicago Bulls, y también por los New Orleans Buccaneers de la ABA, fichando por estos últimos.
Jugó una única temporada como suplente en el equipo de Nueva Orleans, en la que promedió 1,7 puntos y 1,6 rebotes por partido. fichando por estos últimos.

## Estadísticas de su carrera en la ABA

### Temporada regular
| Temporada | Edad | Equipo                 | Liga | Pos. | P  | TIT | MIN | TC  | TCA | %TC  | 3P  | 3PA | %3P | 2P  | 2PA | %2P  | TL  | TLA | %TL  | R.OF. | R.DEF. | REB | ASIS | ROB | TAP | PER | FP  | PTS |
| 1967-68   | 22   | New Orleans Buccaneers | ABA  |      | 21 |     | 4.8 | 0.7 | 1.9 | .359 | 0.0 | 0.0 |     | 0.7 | 1.9 | .359 | 0.4 | 0.6 | .615 |       |        | 1.6 | 0.1  |     |     | 0.5 | 0.5 | 1.7 |
| Total     |      |                        | ABA  |      | 21 |     | 4.8 | 0.7 | 1.9 | .359 | 0.0 | 0.0 |     | 0.7 | 1.9 | .359 | 0.4 | 0.6 | .615 |       |        | 1.6 | 0.1  |     |     | 0.5 | 0.5 | 1.7 |

### Playoffs
| Temporada | Edad | Equipo                 | Liga | Pos. | P | TIT | MIN | TC  | TCA | %TC  | 3P  | 3PA | %3P | 2P  | 2PA | %2P  | TL  | TLA | %TL | R.OF. | R.DEF. | REB | ASIS | ROB | TAP | PER | FP  | PTS |
| 1967-68   | 22   | New Orleans Buccaneers | ABA  |      | 1 |     | 3.0 | 0.0 | 4.0 | .000 | 0.0 | 0.0 |     | 0.0 | 4.0 | .000 | 0.0 | 0.0 |     |       |        | 2.0 | 0.0  |     |     | 1.0 | 0.0 | 0.0 |
| Total     |      |                        | ABA  |      | 1 |     | 3.0 | 0.0 | 4.0 | .000 | 0.0 | 0.0 |     | 0.0 | 4.0 | .000 | 0.0 | 0.0 |     |       |        | 2.0 | 0.0  |     |     | 1.0 | 0.0 | 0.0 |